# Бокель (футбольный клуб)
«Бокель» (серб. Фудбалски клуб Бокељ, черног. Fudbalski klub Bokelj) — черногорский футбольный клуб, базирующийся в Которе. По итогам сезона 2006—2007 клуб впервые поднялся в Черногорскую первую лигу. В настоящие время клуб играет в Черногорской второй лиге. Чемпион Черногории во второй лиге в сезоне 2023/24.

## История
История Бокеля начинается во втором десятилетии двадцатого века. После войны Бокель играл в третьей лиге чемпионата Югославии и четвёртой лиге — Республиканской лиге Черногории.
Со второй половины 90х годов клуб из Котора в основном играл во второй лиге чемпионата СР Югославии, а затем чемпионата Сербии и Черногории.
В первом сезоне чемпионата Черногории Бокель играл во второй лиге. Окончив сезон на втором месте, клуб поднимается в первую лигу, после победы над ФК Единство из Биела Поля в стыковых матчах.
Выбыв в том же сезоне, Бокель проводит три сезона во второй лиге и, выиграв с большим отрывом чемпионат 2010/2011, возвращается в первую лигу ещё на один год.
В первой лиге сезона 2014/2015 Бокель занял 8 место, а в сезоне 2015/2016 занял 4 место и вышел в квалификацию лиги Европы. В сезоне 2016/2017 Бокель набрал 36 очков и оказался на 10 месте, вылетев из первой лиги.
С сезона 2017/2018 вновь играет во второй лиге Черногории.

## Результаты выступлений
| Год       | Турнир      | И  | В  | Н  | П  | Г     | Место   | О  | Примечания |
| --------- | ----------- | -- | -- | -- | -- | ----- | ------- | -- | ---------- |
| 2006/2007 | Вторая лига | 33 | 20 | 6  | 7  | 57-24 | 2 (12)  | 66 |            |
| 2007/2008 | Первая лига | 33 | 8  | 8  | 17 | 24-38 | 10 (12) | 32 |            |
| 2008/2009 | Вторая лига | 33 | 11 | 13 | 9  | 35-36 | 6 (12)  | 46 |            |
| 2009/2010 | Вторая лига | 33 | 13 | 12 | 8  | 52-25 | 4 (12)  | 51 |            |
| 2010/2011 | Вторая лига | 33 | 24 | 5  | 4  | 61-22 | 1 (12)  | 77 |            |
| 2011/2012 | Первая лига | 33 | 5  | 6  | 22 | 21-57 | 12 (12) | 21 |            |
| 2012/2013 | Вторая лига | 30 | 16 | 8  | 6  | 39-20 | 2 (11)  | 56 |            |
| 2013/2014 | Вторая лига | 33 | 19 | 9  | 5  | 43-12 | 1       | 66 |            |
| 2014/2015 | Первая лига | 33 | 11 | 8  | 14 | 38-45 | 8       | 41 |            |
| 2015/2016 | Первая лига |    |    |    |    |       |         |    |            |

## Выступления в еврокубках
| Сезон   | Турнир           | Раунд                         | Соперник  | Дома | В гостях | Общий счёт |  |
| ------- | ---------------- | ----------------------------- | --------- | ---- | -------- | ---------- |  |
| 2016/17 | Лига Европы УЕФА | Первый квалификационный раунд | Воеводина | 1:1  | 0:5      | 1:6        |  |

## Стадион
Домашняя площадка Бокеля — стадион «Под Врмацем» в Которе. Название получил по горе Врмац, у подножия которой находится. Стадион имеет одну трибуну вместимостью 1500 человек. Используется также для финальных матчей кубка Никши Бучина — кубка для любительских команд третьей лиги с юга Черногории. Существуют планы постройки нового стадиона вместимостью 9000 человек, по плану у стадиона будут четыре трибуны, оборудованные индивидуальными сиденьями.

## Болельщики
Фанаты Бокеля, называющие себя «Бестии» (черног. Beštije), стали появляться на матчах в 1986 году. Они поддерживают ФК Бокель и ватерпольный клуб Приморац из Котора. Группа из Котора была неактивна на матчах в течение многих лет, но с 2007 года они вновь активно поддерживают команду.